# Lijst van afleveringen van Ben 10: Ultimate Alien
Dit is een lijst van afleveringen van de Amerikaanse animatieserie Ben 10: Ultimate Alien.

## Seizoen 1
| 1 | Fame                    | Roem                               | 23 april 2010    | 101 |
| Bens geheime identiteit wordt openbaar gemaakt door een enthousiaste fan, waarna Ben uitgroeit tot een superster. Hij wordt bemind door kinderen en tieners, maar veel volwassenen wantrouwen hem. Hij trekt dan ook de aandacht van de politie en NASA. |                         |                                    |                  |     |
| 2 | Duped                   | Bedrog                             | 30 april 2010    | 102 |
| Ben moet op drie plaatsen tegelijk zijn, dus gebruikt hij de ultimatrix en het buitenaards wezen Echo Echo om drie kopieën van zichzelf te maken. Hij doet echter meer kwaad dan goed met deze actie. |                         |                                    |                  |     |
| 3 | Hit 'Em Where They Live | Raak ze op hun thuisfront          | 7 mei 2010       | 103 |
| Ben ontdekt dat nu zijn identiteit openlijk bekend is geworden, veel van zijn oude vijanden grijpen deze kennis aan om zijn familie te terroriseren. |                         |                                    |                  |     |
| 4 | Video Games             | Videogames                         | 14 mei 2010      | 104 |
| Ben wordt gevraagd om mee te werken aan de ontwikkeling van een computerspel gebaseerd op zijn aliengedaantes. Een uitvinder genaamd Will Harangue gebruikt de data die voor het spel is verzameld om een robot te maken die al Bens gedaantes en manoeuvres kent. |                         |                                    |                  |     |
| 5 | Escape From Aggregor    | Ontsnappen aan Aggregor            | 21 mei 2010      | 105 |
| Na een gevecht met Dr. Animo, ontvangen Ben, Gwen en Kevin bericht van buitenaardse activiteit in Bellwood. Ze ontmoeten de alien Galapagus, die blijkt te zijn ontsnapt van een andere alien genaamd Aggregor. Aggregor heeft nog een aantal andere aliens gevangen met het plan hun krachten te absorberen. |                         |                                    |                  |     |
| 6 | Too Hot To Handle       | Te heet om aan te pakken           | 28 mei 2010      | 106 |
| P’andor, een andere alien gevangen door Aggregor, biedt degene die hem kan bevrijden uit zijn gevangenispak een grote som geld als beloning. Kevin blijkt dit te kunnen, maar weigert omdat het pak radioactief is. Hierop huurt P’andor drie aliens in om Kevin te vangen. |                         |                                    |                  |     |
| 7 | Andreas’ Fault          | Andreas' fout                      | 4 juni 2010      | 107 |
| Ben, Kevin en Gwen onderzoeken een vreemde reeks diefstallen gepleegd door de Forever Knights. Het blijkt dat Argit Andreas, een van de aliens gevangen door Aggregor, gebruikt om de Forever Knights te dwingen hem tot leider te maken. De Knights smeden plannen om Andreas te executeren, waardoor Ben gedwongen is hem te redden. |                         |                                    |                  |     |
| 8 | Fused                   | Geladen                            | 11 juni 2010     | 108 |
| Ra'ad, de laatste van de vijf aliens die door Aggregor was gevangen, houdt Ben verantwoordelijk voor het feit dat Aggregor de andere vier weer heeft kunnen vangen na hun ontsnapping. Door een ongeluk met de ultimatrix belanden Ben en Ra’ad in hetzelfde lichaam. |                         |                                    |                  |     |
| 9 | Hero Time               | Heldentijd                         | 18 juni 2010     | 109 |
| Ben ontmoet zijn favoriete superheld; Captain Nemesis. Nemesis is echter niet blij met het feit dat Ben een beter held blijkt te zijn dan hij. Na een paar nederlagen verandert hij zijn naam in Overlord, en besluit een superschurk te worden om Ben te verslaan. |                         |                                    |                  |     |
| 10 | Ultimate Aggregor       | Ultieme Aggregor                   | 10 oktober 2010  | 110 |
| Nu hij alle vijf aliens weer heeft gevangen wil Aggregor terugkeren naar zijn thuisplaneet, Osmos, om hun krachten te absorberen. Wanneer de Plumbers zijn schip beschadigen, reist Aggregor af naar Los Soledad om de tijdmachine van Paradox als alternatieve energiebron te gebruiken. Ondanks de tussenkomst van Ben, Kevin en Gwen slaagt Aggregor erin de krachten van de aliens te absorberen. |                         |                                    |                  |     |
| 11 | Map of Infinity         | De kaart der oneindigheid          | 10 oktober 2010  | 111 |
| Aggregor is nu te sterk voor Ben en co. Bovendien blijkt hij achter de Map of Infinity aan te zitten; een kaart van het gehele universum. Hij hoopt met deze kaart de oorsprong van het universum te vinden om een nog veel grotere kracht dan die hij nu heeft te bemachtigen. |                         |                                    |                  |     |
| 12 | Reflected Glory         | Strijken met de eer                | 15 oktober 2010  | 112 |
| Cash en JT beginnen een eigen tv-show waarin ze zich voordoen als het meesterbrein achter Bens succes. Psyphon, een handlanger van Vilgax, denkt dat dit echt het geval is en besluit de twee te vermoorden uit wraak voor het feit dat Ben Vilgax zo vaak verslagen heeft. |                         |                                    |                  |     |
| 13 | Deep                    | Diep                               | 22 oktober 2010  | 113 |
| Ben, Gwen en Kevin reizen af naar de waterplaneet Pisces omdat Aggregor daar zou zijn. Deze wil de zwaartekrachtgenerator die de planeet bijeenhoudt stelen omdat deze een stuk van de Map of Infinity bevat. |                         |                                    |                  |     |
| 14 | Where the Magic Happens | Bij toverslag                      | 29 oktober 2010  | 114 |
| Ben, Gwen en Kevin, geholpen door Charmcaster, volgen Aggregor naar een magische dimensie genaamd Legerdomain. Aggregor steelt weer een stuk van de Map of Infiinity, en laat daarbij een wezen genaamd Addwaitya vrij. |                         |                                    |                  |     |
| 15 | Perplexahedron          | Perplexahedron                     | 5 november 2010  | 115 |
| Azmuth is teleurgesteld dat Ben, Gwen en Kevin de eerste drie stukken van de Map of Infinity niet uit Aggregors handen hebben kunnen houden. Hij teleporteert hen naar het vierde stuk op de kunstmatige planeet Perplexhahedron in de hoop dat ze Aggregor nu wel kunnen stoppen. |                         |                                    |                  |     |
| 16 | The Forge of Creation   | De Mozaïekwereld                   | 12 november 2010 | 116 |
| Aggregor heeft de gehele Map of Infinity en kan nu de Forge of Creation vinden. Volgens Paradox en Azmuth is dit de plaats waar de almachtige Celestialsapiens (het ras van Alien X) worden geboren. Aggregor wil er een absorberen om zo zelf almachtig te worden. Terwijl Ben, Gwen, Kevin en Paradox ook afreizen naar de Forge of Creation, pikken ze per ongeluk de 10-jaar oude Ben uit de originele serie op uit de tijdlijn. De twee Bens spannen samen tegen Aggregor. Kevin probeert ook te helpen door energie van de ultimatrix te absorberen, maar dit maakt hem weer net zo slecht als hij vroeger was. |                         |                                    |                  |     |
| 17 | ...Nor Iron Bars A Cage | IJzeren tralies zijn nog geen kooi | 19 november 2010 | 117 |
| Aggregor is verslagen, maar nu heeft Kevin al zijn krachten en is weer volledig doorgedraaid. Hij keert terug naar zijn oude gevangenis in de Null Void om wraak te nemen op de bewaker daar, Morgg. |                         |                                    |                  |     |
| 18 | The Enemy Of My Enemy   | De vijand van mijn vijand          | 3 december 2010  | 118 |
| Argit wordt het volgende slachtoffer van de doorgedraaide Kevin, dus sturen Ben en Gwen hem naar de Plumbersacademie voor bescherming. Kevin volgt hem en er ontstaat een veldslag. |                         |                                    |                  |     |
| 19 | Absolute Power, Part 1  | De absolute macht, deel 1          | 10 december 2010 | 119 |
| Ben besluit Kevin te doden voor hij nog meer schade aanricht, maar Gwen geloofd dat Kevin nog te redden is. Dit leidt tot een ruzie en uiteindelijk zelfs een gevecht tussen de twee. Terwijl Ben op Kevin jaagt, besluit Gwen hun oude vijand Darkstar om hulp te vragen. Hij komt met een plan om Kevin te redden via een machine die Kevin van zijn nieuwe krachten moet ontdoen. |                         |                                    |                  |     |
| 20 | Absolute Power, Part 2  | De absolute macht, deel 2          | 10 december 2010 | 120 |
| Darkstar laat Kevin wat van Gwens energie absorberen in de hoop dat hij haar zal volgen om meer energie te bemachtigen. Ben rekruteert ondertussen opa Max, Julie en Ship om hem te helpen in het gevecht met Kevin. Ben kan Kevin als Ultimate Echo Echo eindelijk in bedwang houden, waarna Darkstar Kevin met zijn machine weer normaal maakt. Darkstar probeert de geabsorbeerde kracht van Kevin vervolgens zelf te absorberen, maar Ben had dit al voorzien en sluit de machine af zodat alle krachten terugkeren naar hun rechtmatige eigenaar.                                                                |                         |                                    |                  |     |

## Seizoen 2
| Nr. | Titel aflevering                 | Nederlandse titel                  | Originele uitzenddatum    | Productienummer |
| --- | -------------------------------- | ---------------------------------- | ------------------------- | --------------- |
| 21 | The Transmogrification of Eunice | De gedaanteverandering van Eunice  | 4 februari 2011           | 201             |
| Ben, Gwen, en Kevin gaan kamperen. Onderweg vinden ze een capsule uit de ruimte, met aan boord een vrouw genaamd Eunice. Ze blijkt een vreemde band te hebben met de natuur, en Ben wordt verliefd op haar. Ook Sunder arriveert en probeert Eunice te vangen. Het blijkt dat Eunice een prototype is van de omnitrix, genaamd de Unitrix. |                                  |                                    |                           |                 |
| 22 | Eye of the Beholder              | Onder toeziend oog                 | 11 februari 2011          | 202             |
| Baz-El vraagt Ben om hulp nadat hij werd aangevallen door aliens. Ook Julie en Ship komen opnieuw voor in deze aflevering. |                                  |                                    |                           |                 |
| 23 | Viktor: The Spoils               | Viktor: het ultieme wapen          | 18 februari 2011          | 203             |
| Dr. Viktor, een van Ghostfreaks helpers uit de originele serie, keert terug. Hij blijkt nu te heersen over een land genaamd Zarkovia. |                                  |                                    |                           |                 |
| 24 | The Big Story                    | Het grote verhaal                  | 4 maart 2011              | 204             |
| Jimmy komt Ben en co te hulp in hun gevecht met een groep buitenaardse planten. |                                  |                                    |                           |                 |
| 25 | Girl Trouble                     | Het lastige nichtje                | 11 maart 2011             | 205             |
| Gwens nichtje komt op bezoek, en lijkt een geheim te verbergen. |                                  |                                    |                           |                 |
| 26 | Revenge of the Swarm             | Wraak van de Zwerm                 | 18 maart 2011             | 206             |
| Elena en de nanochips keren terug. |                                  |                                    |                           |                 |
| 27 | The Creature from Beyond         | Het wezen aan genezijde            | 25 maart 2011             | 207             |
| Een oud wezen wordt per ongeluk bevrijdt, en probeert de mens tot slaaf te maken. |                                  |                                    |                           |                 |
| 28 | Basic Training                   | Basistraining                      | 1 april 2011              | 208             |
| Ben en co ondergaan training op de Plumber's Academy. |                                  |                                    |                           |                 |
| 29 | It's Not Easy Being Gwen         | Het valt niet mee om Gwen te zijn  | 8 april 2011              | 209             |
| Gwen moet Ben en Kevin helpen om Dr. Animo te arresteren, maar tegelijk ook de uitnodigingen voor haar moeders familiereünie versturen, Kevin helpen toegelaten te worden tot school, en haar examen afronden. |                                  |                                    |                           |                 |
| 30 | Ben 10,000 Returns               | Ben 10,000 keert terug             | 15 april 2011             | 210             |
| Ben en co moeten samen met Paradox Eon (de antagonist uit de film Ben 10: Race Against Time) tegenhouden. Ben ontmoet hierbij zijn toekomstige zelf. |                                  |                                    |                           |                 |
| 31 | Moonstruck                       | Volle maan                         | 22 april 2011             | 211             |
| Via een reeks flashbacks wordt het verleden van Max en Verdona Tennyson onthuld. |                                  |                                    |                           |                 |
| 32 | Prisoner #775 Is Missing         | Gevangene nummer 775 wordt vermist | 29 april 2011             | 212             |
| Kolonel Rozum onthuld Ben en co het geheim van Area 51, nadat old George hier inbreekt. |                                  |                                    |                           |                 |
| 33 | The Purge                        | De zuivering                       | 16 september 2011         | 213             |
| Old George en de Forever Knights verklaren de oorlog tegen alle aliens op de planeet aarde. |                                  |                                    |                           |                 |
| 34 | Simian Says                      | Apenstreken                        | 23 september 2011         | 214             |
| Simian bevrijdt per ongeluk een Xenocita koningin op de planeet van de Arachnichimps. Deze neemt de hele planeet over. |                                  |                                    |                           |                 |
| 35 | Greeting from Techadon           | Groetjes van Techadon              | 30 september 2011         | 215             |
| Techadonrobots gaan op bevel van Vulkanus achter Ben aan. |                                  |                                    |                           |                 |
| 36 | The Flame Keeper's Circle        |                                    | 7 oktober 2011            | 216             |
| Julie gaat bij een sekte genaamd de Flame Keepers' Circle, die Vilgax blijken te aanbidden. |                                  |                                    |                           |                 |
| 37 | Double or Nothing                | Dubbelganger                       | 14 oktober 2011           | 217             |
| Albedo maakt gebruik van de roem van Ben en maakt een toneelstuk over hem. |                                  |                                    |                           |                 |
| 38 | The Perfect Girlfriend           | De ideale vriendin                 | 21 oktober 2011           | 218             |
| Elen en haar nano-chips keren terug en vermommen zich als Bens vriendin Julie. |                                  |                                    |                           |                 |
| 39 | The Ultimate Sacrifice           | De ultieme opoffering              | 28 oktober 2011           | 219             |
| De ultieme versies van de aliens die in de Ultimatrix zijn opgeslagen, eisen hun vrijheid. Ben wordt door hen de Ultimatrix ingezogen. Gwen komt hem te hulp terwijl Kevin bij Azmuth te rade gaat. |                                  |                                    |                           |                 |
| 40 | The Widening Gyre                | De sterke stroming                 | 4 november 2011           | 220             |
| Ben en zijn team doorzoeken de kunststofarchipel, waar een hoop mensen zijn verdwenen. |                                  |                                    |                           |                 |
| 41 | The Mother of All Vreedles       | De moeder van alle Friedels        | 18 november 2011          | 221             |
| Ma Vreedle maakt plannen om haar leger van Vreedle los te laten op aarde, waardoor alle oceanen zouden opdrogen. |                                  |                                    |                           |                 |
| 42 | A Knight to Remember             |                                    | 2 december 2011           | 222             |
| Vilgax bevecht Ben en de Forever Knights met het plan het hart en het zwaard van Diagon te bemachtigen en het universum te veroveren. |                                  |                                    |                           |                 |
| 43 | Solitary Alignment               | Eenzaamheid op een rij             | 9 december 2011           | 223             |
| Azmuth onthuld meer over de geschiedenis van het zwaard van George en diens gevecht met Diagon. |                                  |                                    |                           |                 |
| 44 | Inspector #13                    |                                    | 4 februari 2012           | 224             |
| Een wapenmeester van Techadons komt naar de aarde om de Ultimatrix.te zoeken. |                                  |                                    |                           |                 |
| 45 | The Enemy of My Frenemy          |                                    | 11 februari 2012          | 225             |
| Gwen, Ben en Kevin zijn gedwongen Charmcaster te hulp te komen. |                                  |                                    |                           |                 |
| 46 | Couples Retreat                  |                                    | 18 februari 2012          | 226             |
| Darkstar verleidt Charmcaster zodat hij haar krachten voor eigen gewin kan gebruiken. Gwen en Kevin hebben onenigheid over het beschermen van een van haar spreukboeken. |                                  |                                    |                           |                 |
| 47 | Catch a Falling Star             |                                    | 25 februari 2012          | 227             |
| Jenifer Nocturne helpt Captain Nemesis te ontsnappen uit de gevangenis in de hoop een nieuw leven met hem te beginnen. |                                  |                                    |                           |                 |
| 48 | The Eggman Cometh                |                                    | 3 maart 2012              | 228             |
| Dr. Animo keert probeert een leger van pterodactyls te creëren. |                                  |                                    |                           |                 |
| 49 | Night of the Living Nightmare    |                                    | 10 maart 2012             | 229             |
| Albedo vangt Ben in een droomversie van Bellwood, en laat daar een reeks schurken op hem los in een poging hem te verslaan. |                                  |                                    |                           |                 |
| 50 | The Beginning of the End         | Het begin van het einde            | 17 maart 2012             | 230             |
| Diagon staat op het punt terug te keren en Ben is gedwongen de Forever Knights te helpen in hun strijd met hem. |                                  |                                    |                           |                 |
| 51-52 | The Ultimate Enemy (part 1-2)    |                                    | 24 maart en 31 maart 2012 | 231-232         |
| Ben, Gwen, Kevin, en George bevechten zowel Diagon als Vilgax. |                                  |                                    |                           |                 |